# حمية الموز الصباحية
حمية الموز الصباحية (بالإنجليزية: Morning Banana Diet)‏، هي نظام غذائي مألوف  في اليابان  منذ عام 2008 وله بعض الممارسات في الغرب.
تسمح خطة النظام الغذائي باستهلاك غيرمحدود للموز مع مياه فاتره أو تقديمه مع الحليب على الإفطار. مع عدم التقيد باختيار طعام معين للغذاء والعشاء. يمكن لمتبع هذا النظام الغذائى الحصول على ثمره أو أكثر من الموز كوجبة خفيفة بين الوجبات ، ولكن لا يُسمح بأي نوع آخر من الحلويات.كما انه لا شيء يؤكل بعد الساعة 8 مساءً ، ويجب أن يذهب الشخص للنوم بحلول منتصف الليل.
تم إنشاء النظام الغذائي من قبل الصيدلية سوميكو واتانابي من جامعة اواسكا اليابانية، لزوجها هيتوشي واتانابي ، الذي فقد 37 رطل (16.8 كجم) في الوزن. وقد اشتهرهذا  النظام الغذائي عندما كتب عنه على  ميكسي ، واحدة من أكبر شبكات التواصل الاجتماعى في اليابان. حيث تم بيع أكثر من 730,000 كتاب من حمية الموز الصباحية في عام 2008.
تتضمن المشاكل المحتملة لهذا النظام الغذائي  سوء استخدام الغذاء والعشاء بسبب عدم انتظامهم. وقال متحدث باسم جمعية الحمية الأمريكية لصحيفة ديلي نيوز: «لا يوجد شيء سحري حول الموز ... إنه غير معترف به أو ذات خلفية علمية. عندما يكون لديك نظام غذائي يقول كلً كل ما تريده ، فهناك احتمال حدوث مشاكل للأشخاص الاكثرعرضة للإفراط في تناول الطعام».

## فوائد الموز بالنسبة لخسارة الوزن
1. يعمل على تسهيل وتحسين عملية الهضم.
2. يحتوي على بعض الانزيمات التي تساعد في تعزيز عمليات الأيض وتؤثر على التمثيل الغذائي في جسم الأنسان.
3. يساهم في افراز هرمون الكوليسيستوكينين الذي يساعد على الإحساس بالشبع.
4. يتكون بنسبة عالية من الألياف القابلة للذوبان ومن أهمها (البكتين)، لذلك فإن تناول 100 جرام من الموز يمد الجسم بحوالي 7% من الألياف الموصي بتناولها يومياً.
5. له دور هام في تسهيل عمل الأمعاء والوقاية من الأمراض المزمنة والمشاكل المتعلقة بالهضم على سبيل المثال: الإمساك.
6. غني بالبوتاسيوم.الموز

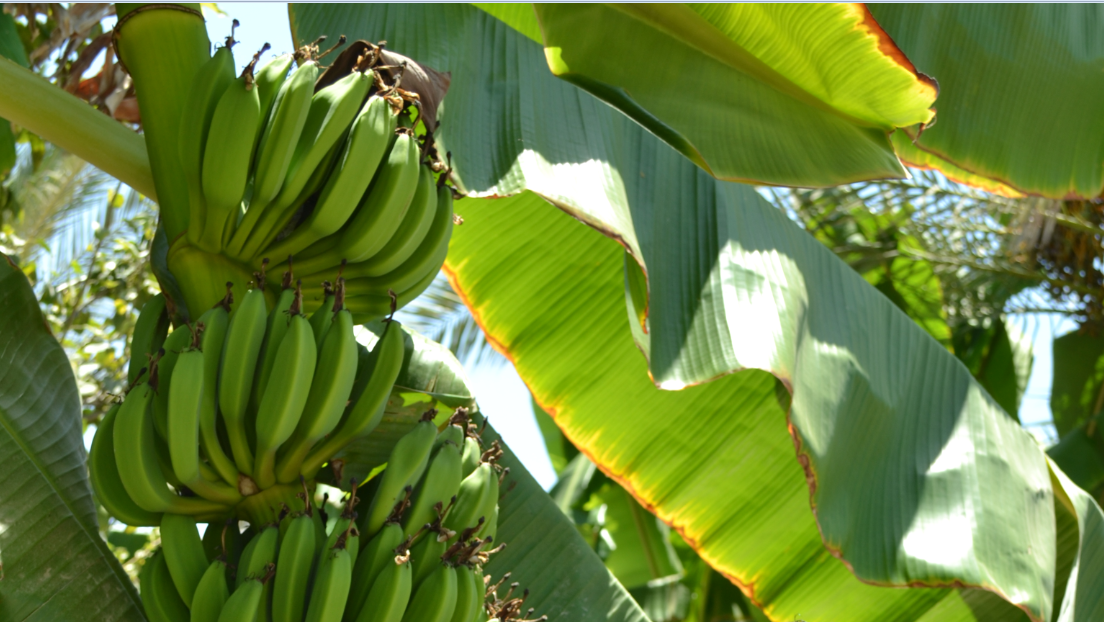
الموز

7. يحتوي على النشويات، فالحصة الواحدة من موزة صغيرة الحجم تحتوي على 15 جرام من النشويات، وتكون من النوع المقاوم (الذي لا يذوب في الأمعاء الدقيقة) بل ينتقل مباشرة للأمعاء الغليظة وتشرع في عملية التخمير فتتحول بكتيريا النشاءإلي أحماض دُهنية والتي تحافظ على سلامة الجهاز الهضمي، وبتلك الطريقة يتمكن الجسم من حرق الدهون والتخلص من الفضلات بسهولة بسرعة.[3]